# Felix Femi Ajakaye
Felix Femi Ajakaye (ur. 25 maja 1962 w Ibadanie) – nigeryjski duchowny rzymskokatolicki, od 2010 biskup Ekiti.

## Życiorys
Święcenia kapłańskie przyjął 4 lipca 1987 i został inkardynowany do diecezji Ekiti. Pracował jako duszpasterz parafialny, przez kilka lat wspomagał także duchowieństwo w Dublinie (1995-1996) oraz w Lagos (2003-2006).
16 kwietnia 2008 został prekonizowany biskupem koadiutorem Ekiti. Sakry biskupiej udzielił mu 12 lipca 2008 ówczesny biskup Ekiti, Michael Patrick Olatunji Fagun. Po przejściu 17 kwietnia 2010 na emeryturę bp. Faguna objął rządy w diecezji.